# Meranoplus vestigator
Meranoplus vestigator är en myrart som beskrevs av Smith 1876. Meranoplus vestigator ingår i släktet Meranoplus och familjen myror. Inga underarter finns listade i Catalogue of Life.